# Basilique San Marco de Florence
La basilique San Marco est une des églises du centre historique de la cité de Florence, en Italie. Elle est située sur la place San Marco et l'église du couvent San Marco jouxte le musée homonyme.

## Architecture
Sa façade est de style néoclassique et date des années 1778 et 1778 (inscription sur une des fenêtres).
Son campanile de 1512 est de Baccio d'Agnolo.

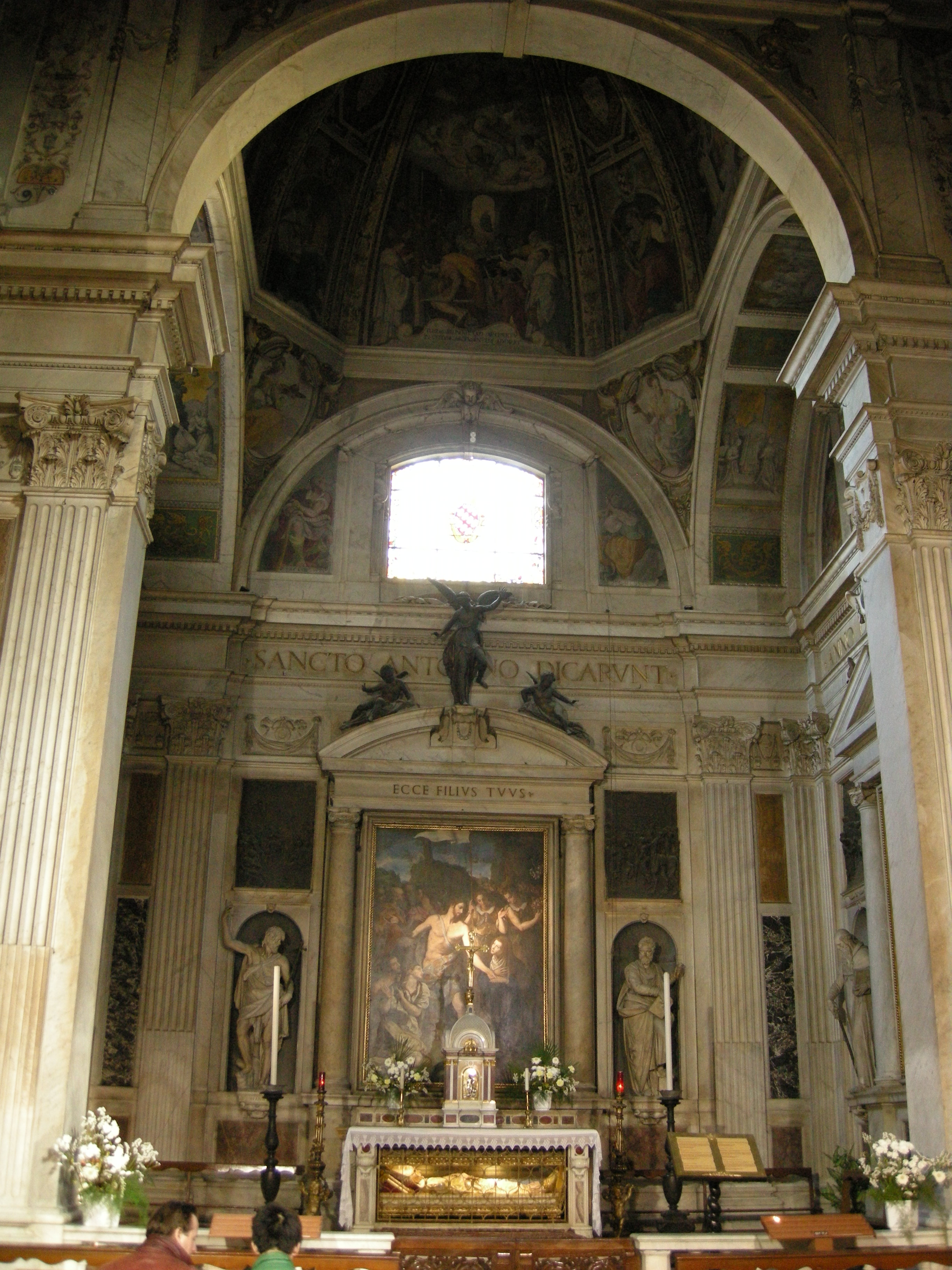
La chapelle Salviati.

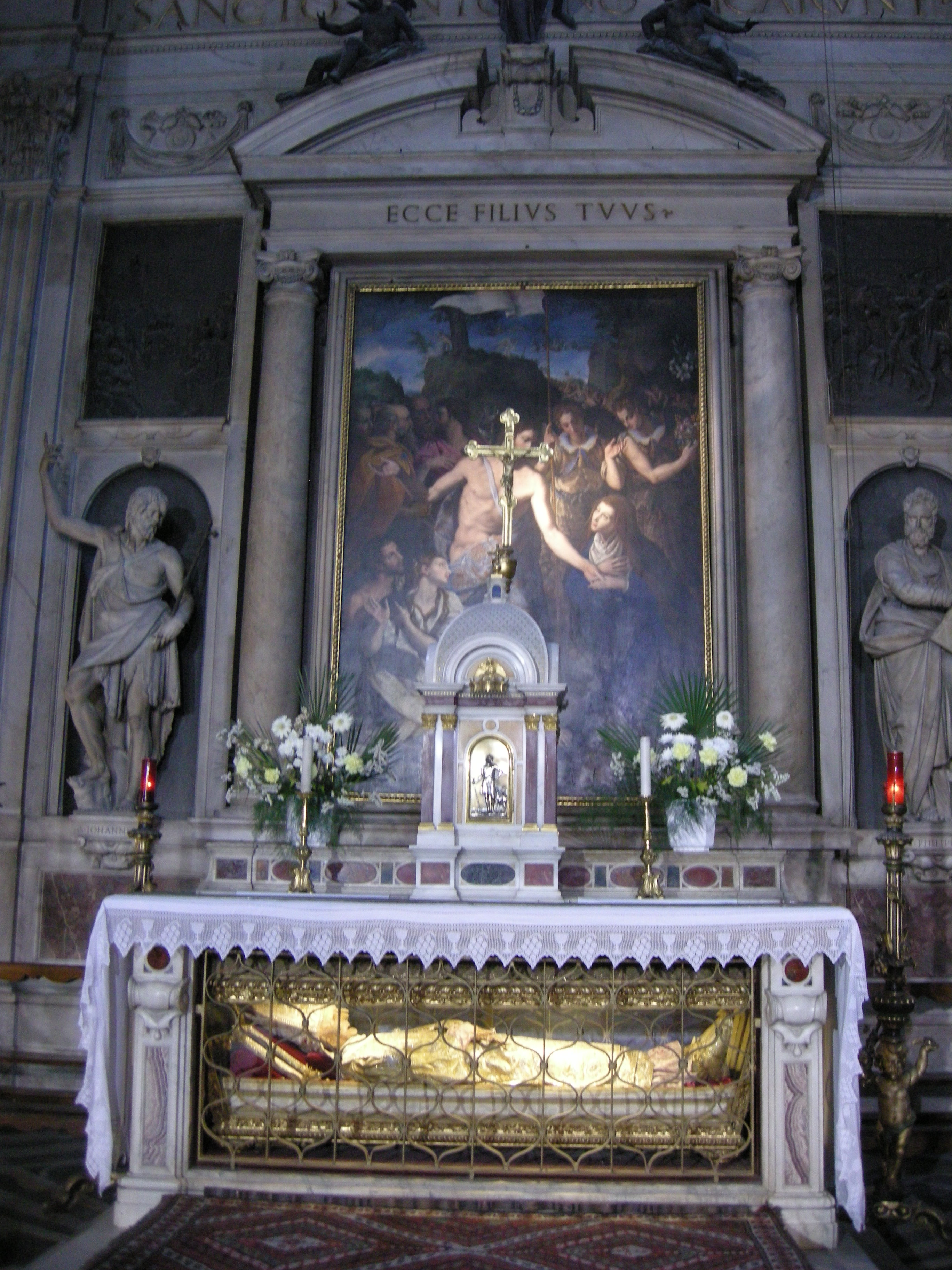
Reliquaire de saint Antonin de Florence.

## Intérieur
L'intérieur est de Giambologna. Il est à une seule nef et comporte plusieurs chapelles datant du Cinquecento orné de retables des siècles suivants, couvrant les fresques du Trecento (dont on peut apercevoir quelques fragments). Michelozzo rectifia la sacristie et l'abside.
Des remaniements furent réalisés au XVIIIe siècle : en 1679, le plafond et la tribune par Pier Francesco Silvani (en) ; Assunzione della Vergine du centre de la voûte de Giovanni Antonio Pucci, en 1725.
La chapelle Salviati est consacrée à saint Antonin de Florence et comporte un sarcophage reliquaire exhibant son corps sous l'autel. La dépouille de Giorgio La Pira est enterrée dans la nef.

## Autres œuvres
Envers de la façade
- Crocifisso, école d'Orcagna
- Annunciazione (1375), dans le style de Jacopo di Cione
- Trasfigurazione (1596) de Giovanni Battista Paggi

Autels de droite
- San Tommaso in preghiera davanti al crocifisso (1593), Santi di Tito
- Madonna e santi, de Fra Bartolomeo (1509)
- grande mosaïque de la Vierge provenant de la première basilique Saint-Pierre de Rome (placée en 1596)
- Madonna del rosario e angeli che portano in cielo San Domenico (1640), de Matteo Rosselli

Autels de gauche
- Statue de Savonarole
- Miracolo di San Vincenzo Ferrer (1593), du Passignano
- Matrimonio mistico di Santa Caterina (1690), copie de Fra Bartolomeo par Anton Domenico Gabbiani
- Eraclio che porta la croce, de Lodovico Cigoli (1594)
- Deux monuments aux humanistes Pic de la Mirandole et Ange Politien.

Cappella Serragli o del Sacramento
- Doni dello Spirito Santo (1594), de Santi di Tito
- Cristo in gloria e la Speranza (1603), et Frutti della dolcezza della Comunione de Bernardino Poccetti
- Série des saints et saintes du saint-sacrement
- Autel : Comunione degli Apostoli, commencée par Santi di Tito, finie par son fils Tiberio, complétée de quatre tableaux sur les parois :
  - La storia della manna, du Passignano (signée et datée de 1625)
  - Cena in Emmaus, de Francesco Curradi
  - Miracolo dei pani e dei pesci, de Francesco Curradi
  - Sacrificio di Isacco de Jacopo Chimenti da Empoli

Chapelle Salviati
- Discesa al Limbo (1584)
- Gesù che guarisce il lebbroso, du Poppi
- Vocazione di San Matteo, de Giovanni Battista Naldini
- San Filippo e San Giovanni Battista (1579-1589), statue de Giambologna
- Episodi della vita di Sant'Antonino (1581-1587), bas-reliefs en bronze de ses collaborateurs dont Antonio Susini et Domenico Portigiani
- Fresques de la voûte de Bernardino Poccetti.
- La Traslazione e la Ricognizione del corpo di Sant'Antonino, du Passignano

Crypte
- Resurrezione di Lazzaro, La Visione di Ezechiele de Giovan Battista Naldini
- Autres peintures de Giovanni Balducci

|  |  |

## Sources
- (it) Cet article est partiellement ou en totalité issu de l’article de Wikipédia en italien intitulé « Basilica di San Marco (Firenze) » (voir la liste des auteurs).